# دولنیتسه
دولنیتسه (به چکی: Dolenice) یک منطقهٔ مسکونی در جمهوری چک است که در ناحیه زنویمو واقع شده‌است. دولنیتسه ۴٫۴۶ کیلومتر مربع مساحت و ۱۵۳ نفر جمعیت دارد و ۲۲۷ متر بالاتر از سطح دریا واقع شده‌است.